# Graphium angolanus
Graphium angolanus är en fjärilsart som först beskrevs av Johann August Ephraim Goeze 1779.  Graphium angolanus ingår i släktet Graphium och familjen riddarfjärilar.
Artens utbredningsområde är Tanzania. Inga underarter finns listade i Catalogue of Life.

## Bildgalleri

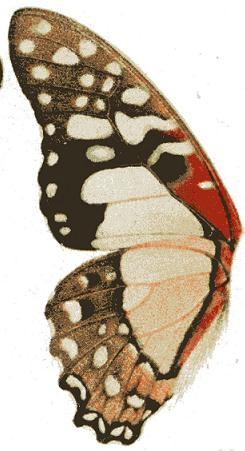
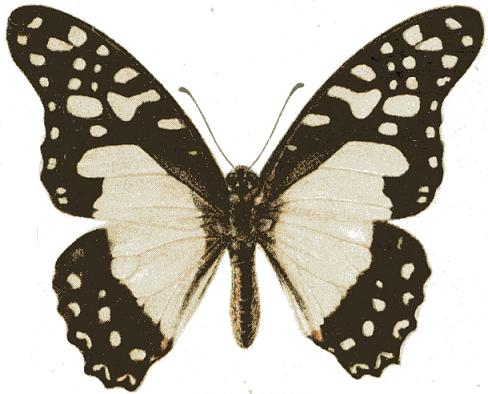
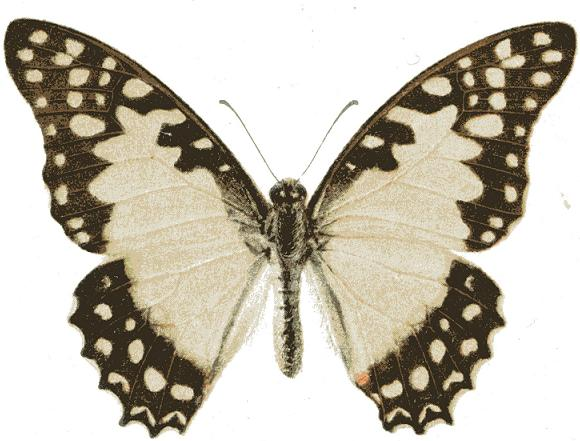
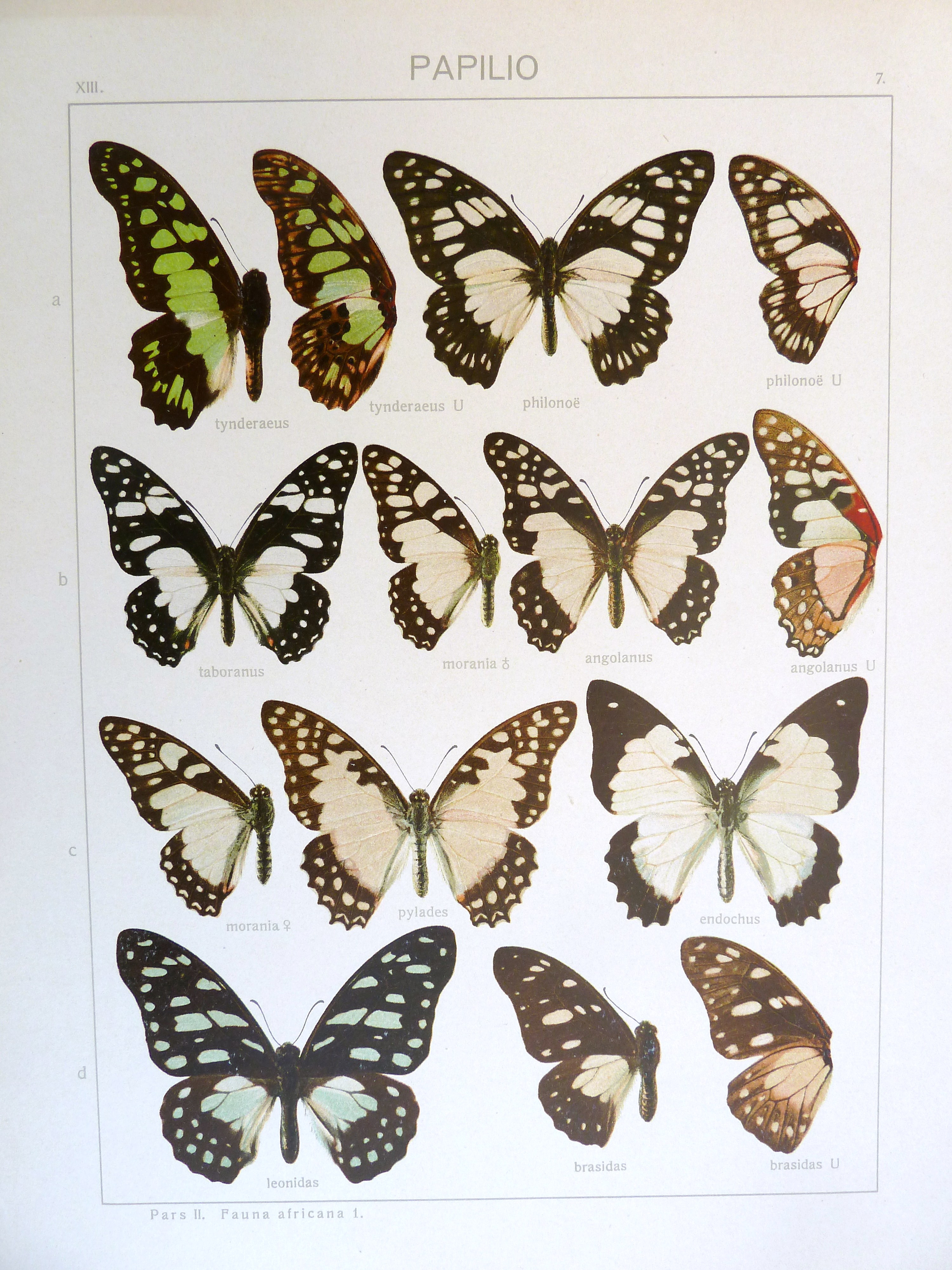